# Ева Грийн
Ева Гаел Грийн (на френски: Eva Gaëlle Green; френски: [ɡʁin]) е френска актриса и фотомодел, носителка на награда на БАФТА и номинирана за „Европейска филмова награда“, „Сатурн“, „Сателит“ и „Златен глобус“. Известни филми с нейно участие са „Мечтатели“, „Небесно царство“, „Казино Роял“, „Златният компас“, „Тъмни сенки“, „300: Възходът на една империя“ и сериалите „Камелот“ и „Викторианска готика“.

## Биография
Ева Грийн е родена на 6 юли 1980 г. в Париж, Франция. Тя е дъщеря на шведския зъболекар Валтер Греен и френската актриса Марлен Жобер. Има неидентична сестра близначка на име Джой.

## Кариера
Театралният ѝ дебют е през 2001 г. в постановката „Jalousie en Trois Fax“, за ролята си в която е номинирана за награда „Молиер“. Филмовият ѝ дебют е през 2003 г. в романтичната драма „Мечтатели“ на режисьора Бернардо Бертолучи.

## Избрана филмография

### Кино
| година | филм                                     | оригинално заглавие                         | роля                | режисьор                     |
| ------ | ---------------------------------------- | ------------------------------------------- | ------------------- | ---------------------------- |
| 2003   | Мечтатели                                | The Dreamers                                | Изабел              | Бернардо Бертолучи           |
| 2004   | Арсен Люпен                              | Arsène Lupin                                | Клариса             | Жан-Пол Саломе               |
| 2005   | Небесно царство                          | Kingdom of Heaven                           | Сибила Йерусалимска | Ридли Скот                   |
| 2006   | Казино Роял                              | Casino Royale                               | Веспър Линд         | Мартин Кембъл                |
| 2007   | Златният компас                          | The Golden Compass                          | Серафина Пекала     | Крис Вайц                    |
| 2008   | Франклин                                 | Franklyn                                    | Емилия Брайънт      | Джералд Макмороу             |
| 2010   | Утроба                                   | Womb                                        | Ребека              | Бенедек Флигауф              |
| 2011   | Перфектно чувство                        | Perfect Sense                               | Сюзан               | Дейвид Макензи               |
| 2012   | Тъмни сенки                              | Dark Shadows                                | Анжелика Бушар      | Тим Бъртън                   |
| 2014   | 300: Възходът на една империя            | 300: Rise of an Empire                      | Артемизия           | Зак Снайдър                  |
| 2014   | Град на греха 2: Жена, за която да убиеш | Sin City: A Dame to Kill For                | Ава Лорд            | Франк Милър, Робърт Родригес |
| 2016   | Домът на мис Перигрин за чудати деца     | Miss Peregrine’s Home for Peculiar Children | Мис Перегрин        | Тим Бъртън                   |
| 2023   | Тримата мускетари: д'Артанян             | The Three Musketeers: D'Artagnan            | Милейди де Уинтър   | Мартин Бурбулон              |
| 2023   | Тримата мускетари: Милейди               | The Three Musketeers: Milady                | Милейди де Уинтър   | Мартин Бурбулон              |

### Телевизия
| година    | филм                | оригинално заглавие | роля        | режисьор | бележки |
| --------- | ------------------- | ------------------- | ----------- | -------- | ------- |
| 2011      | Камелот             | Camelot             | Моргана     | екип     |         |
| 2014 – 16 | Викторианска готика | Penny Dreadful      | Ванеса Айвз | екип     |         |